# 핸디캠

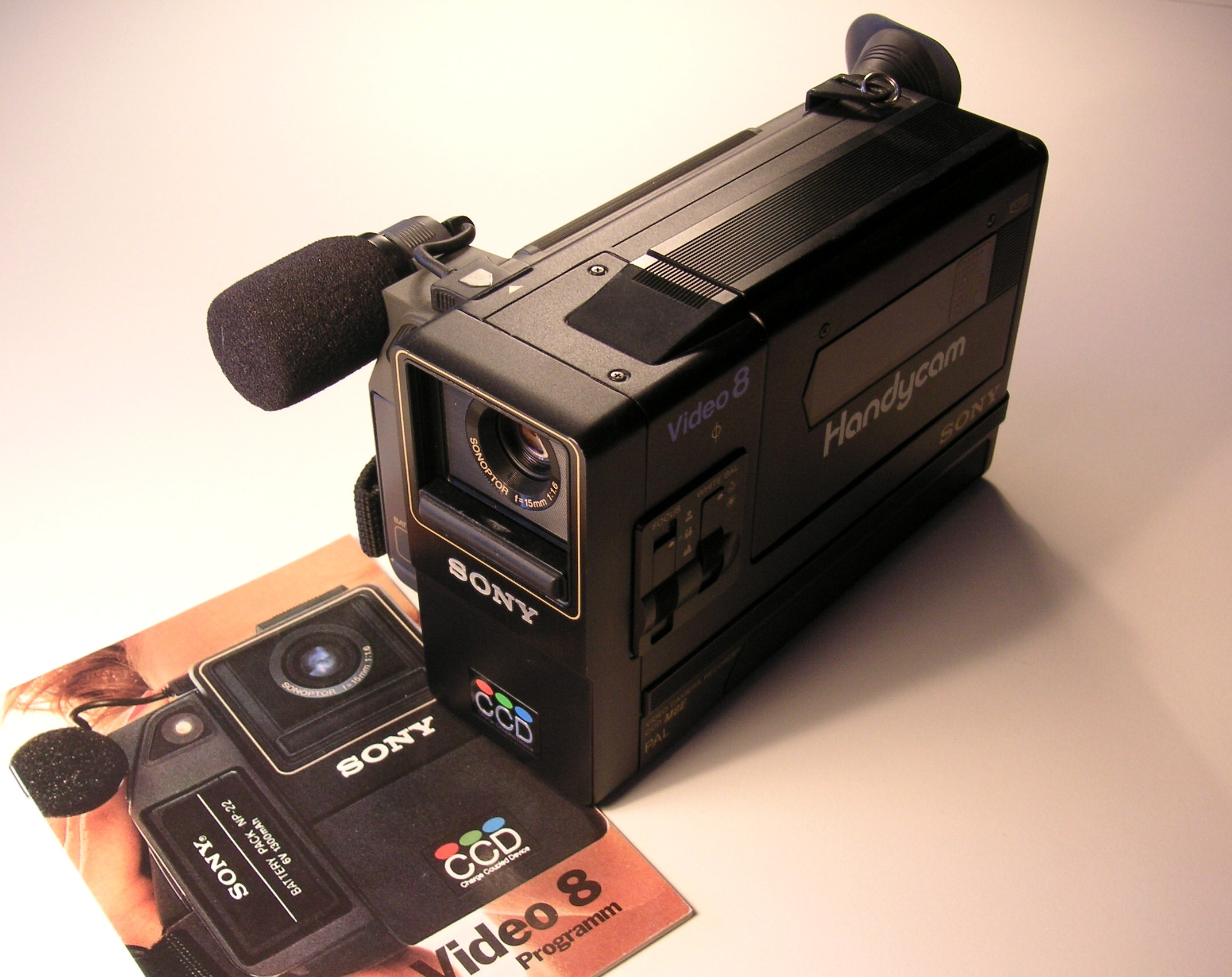
1985년 출시된 Video 8 핸디캠

핸디캠(영어: Handycam)은 소니에서 1985년에 공개된 캠코더의 브랜드이다.
핸디캠이란 이름은 Handy type와 Camcoder를 의미한다.

## 같이 보기
- 소니